# Майкъл Фелпс
Майкъл Фред Фелпс II (на английски: Michael Fred Phelps) е американски плувец и спортистът с най-много златни олимпийски медали за всички времена. Има 28 олимпийски медала и е 23-кратен олимпийски шампион. Държи рекордите за най-много златни медали за всички времена (23), за най-много златни медали в индивидуално състезание (13) и за най-много олимпийски медали в индивидуално състезание за мъже (16). Със спечелването на 8 златни медала на Олимпиадата в Пекин през 2008 г. Фелпс спечелва рекорда за най-много първи места в една Олимпиада. На Олимпийските игри в Лондон през 2012 година Майкъл Фелпс спечелва 4 златни и два сребърни медала, и обявява своето оттегляне от спорта.
Завръща се през април 2014. Участва за пети път на олимпийски игри в Рио де Жанейро 2016. Печели 5 златни и един сребърен медал. Избран е за капитан и знаменосец на американския олимпийски отбор.
На олимпийските игри в Атина през 2004 печели 6 златни и 2 бронзови медала. Четири години по-късно, на Олимпийските игри в Пекин печели 8 златни медала и поставя седем световни рекорда и един олимпийски. През 2012 година на Олимпиадата в Лондон печели 4 златни и 2 сребърни медала. Обявен е за „Най-добър плувец на годината“ в света през 2003, 2004, 2006 и 2007 година, и за „Най-добър плувец на годината“ в САЩ за 2001, 2002, 2003, 2004, 2006 и 2007 г. На световното първенство през 2007 година печели 7 златни медала и чупи 5 световни рекорда. Фелпс е най-младият плувец, счупил световен рекорд (200 метра бътерфлай на 15 години). Последното му състезание е на летните олимпийски игри в Рио де Жанейро с американската щафета 4x100 м съчетано плуване. След игрите Майкъл Фелпс обявява, че прекратява своята състезателна кариера.
Фелпс е описван от приятели и познати като самотник, но много сърдечен и доброжелателен.

## Личен живот
Роден е на 30 юни 1985 година в Балтимор, щата Мериленд, САЩ. Баща му е полицай, а майка му – учителка, които се развеждат през 1994. Има две по-големи сестри – Уитни и Хилъри, които също са плувкини. Майкъл започва да плува на седемгодишна възраст, отчасти под влияние на сестрите си и отчасти поради нуждата да изразходва енергията си. В шести клас е диагностициран със Синдром на дефицит на вниманието и хиперактивност. На десет години поставя национален рекорд по плуване в своята възрастова група. Следват и други успехи и бързият възход на Фелпс го довежда до Олимпийските игри през 2000 г. На 15-годишна възраст той става най-младият американец в американския олимпийски отбор за последните 68 г.

## Кариера
Откакто е професионален плувец, Фелпс се опитва да достигне (или да надмине) рекорда от седем златни медала от една олимпиада на Марк Шпиц, поставен през 1972 година на XX летни олимпийски игри в Мюнхен, Германия. На Летни олимпийски игри 2008 в Пекин Фелпс се класира да се състезава в 8 плувни дисциплини, печели 8 златни медала, поставя 7 световни рекорда и бие този рекорд. На световното първенство в Рим през 2009 година печели 5 златни и един сребърен медал.
В Лондон през 2012 г. става първият плувец, който защитава олимпийската си титла два пъти, след като печели състезанието на 200 м съчетано плуване за трети път след Атина 2004 и Пекин 2008. , С участието си на Олимпийските игри в Лондон през 2012 г., Майкъл Фелпс спечелва 4 златни и два сребърни медала, с което подобрява рекорда за най-много медали за всички времена, поставен от Лариса Латинина (18) през 1964 г.

### Олимпийски медали Атина 2004
| Дисциплина                      | Резултат           | Време   |
| ------------------------------- | ------------------ | ------- |
| 400 м съчетано плуване          | световен рекорд    | 4:08.26 |
| 100 м бътерфлай                 | олимпийски рекорд  | 51.25   |
| 200 м свободен стил             | американски рекорд | 1:45.32 |
| 200 м бътерфлай                 | олимпийски рекорд  | 1:54.04 |
| 200 м съчетано плуване          | олимпийски рекорд  | 1:57.14 |
| 4х100 м щафета свободен стил    | бронзов медал      | 3:14.62 |
| 4х200 м щафета свободен стил    | американски рекорд | 7:07.33 |
| 4х100 м щафета съчетано плуване | световен рекорд    | 3:30.68 |

### Олимпийски медали Пекин 2008
| Дата      | Дисциплина                   | Резултат          | Време   |
| --------- | ---------------------------- | ----------------- | ------- |
| 10 август | 400 м съчетано плуване       | световен рекорд   | 4:03.84 |
| 11 август | 4х100 м щафета свободен стил | световен рекорд   | 3:08.24 |
| 12 август | 200 м свободен стил          | световен рекорд   | 1:42.96 |
| 13 август | 200 м бътерфлай              | световен рекорд   | 1:52.03 |
| 13 август | 4x200 м щафета свободен стил | световен рекорд   | 6:58.56 |
| 15 август | 200 м съчетано плуване       | световен рекорд   | 1:54.23 |
| 16 август | 100 м бътерфлай              | олимпийски рекорд | 50.58   |
| 17 август | 4x100 м съчетано плуване     | световен рекорд   | 3:29.34 |

### Олимпийски медали Лондон 2012
| Дата     | Дисциплина                   | Резултат       | Време   |
| -------- | ---------------------------- | -------------- | ------- |
| 29 юли   | 4х100 м щафета свободен стил | сребърен медал | 3:10.38 |
| 31 юли   | 200 м бътерфлай              | сребърен медал | 1:53.01 |
| 31 юли   | 4x200 м щафета свободен стил | златен медал   | 6:59.70 |
| 2 август | 200 м съчетано плуване       | златен медал   | 1:54.27 |
| 3 август | 100 м бътерфлай              | златен медал   | 51.21   |
| 4 август | 4x100 м съчетано плуване     | златен медал   | 3:29.35 |